# Phyllachora litseicola
Phyllachora litseicola är en svampart som beskrevs av Seshadri 1966. Phyllachora litseicola ingår i släktet Phyllachora och familjen Phyllachoraceae.   Inga underarter finns listade i Catalogue of Life.